# Otis (Kansas)
Pour les articles homonymes, voir Otis.
Otis est une ville américaine située dans le comté de Rush, au Kansas. Selon le recensement de 2010, sa population est de 296 habitants.